# STS-61-A
La STS-61-A è una missione spaziale del Programma Space Shuttle.
È stato l'ultimo volo dello Space Shuttle Challenger prima della missione STS-51-L, finita tragicamente con la perdita dell'equipaggio.

## Equipaggio
- Henry W. Hartsfield (3) - Comandante
- Steven R. Nagel (2) - Pilota
- Bonnie J. Dunbar (1) - Specialista di missione
- James F. Buchli (2) - Specialista di missione
- Guion S. Bluford (2) - Specialista di missione
- Reinhard Furrer (1) - Specialista di carico DLR
- Ernst Messerschmid (1) - Specialista di carico DLR
- Wubbo Ockels (1) - Specialista di carico ESA

Tra parentesi il numero di voli spaziali completati da ogni membro dell'equipaggio, inclusa questa missione.

## Parametri della missione
- Massa:
  - Orbiter liftoff: 110568 kg
  - Orbiter landing: 97144 kg
  - Carico utile: 14451 kg
- Perigeo: 319 km
- Apogeo: 331 km
- Inclinazione orbitale: 57,0°
- Periodo: 1 ora e 31 minuti